# Pericallia dentata
Nannoarctia dentata là một loài bướm đêm thuộc phân họ Arctiinae, họ Erebidae.